# 闘道館
闘道館（とうどうかん）は、日本のプロレスおよび格闘技専門の買い取り販売店、古物商、イベントスペース。運営は株式会社我流事典。代表である館長・泉高志は格闘技グッズの鑑定人として『開運!なんでも鑑定団』ほか多くのメディアに登場している。

## 概要

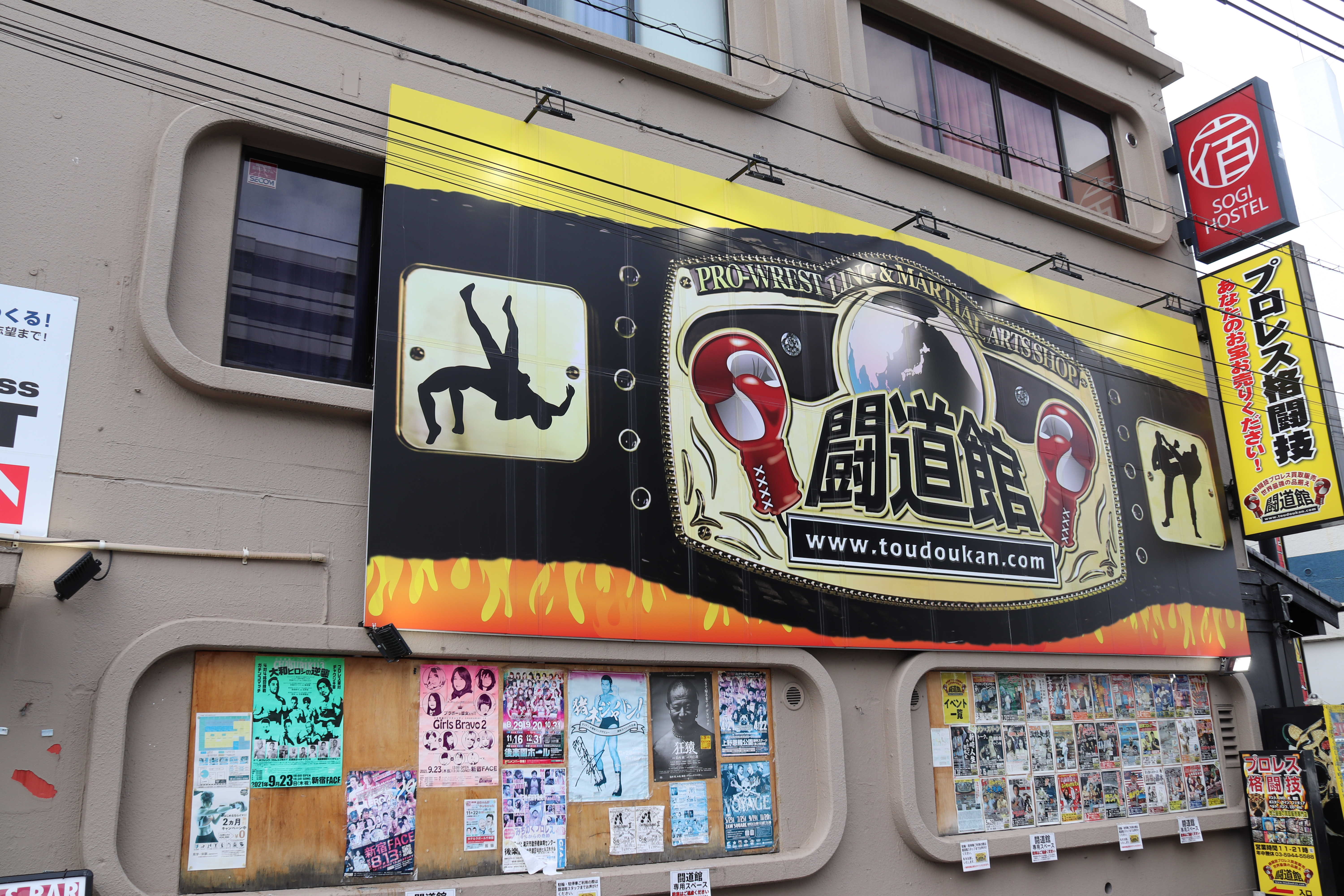
闘道館（2021年）壁面

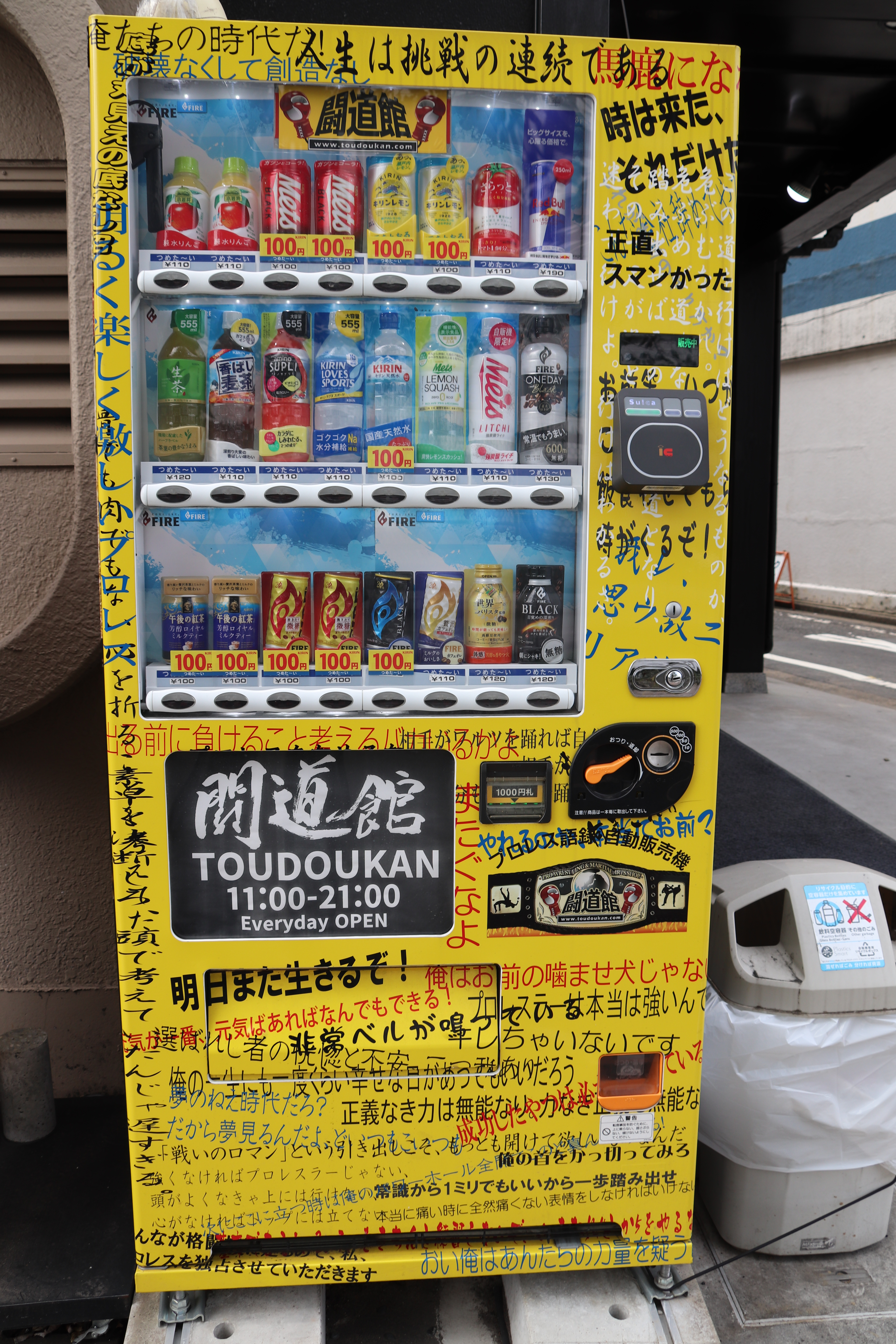
闘道館（2021年）自動販売機

泉高志がプロレス・格闘技専門の図書館を作りたいと東京・水道橋で開業。当初は飲食の出来る文字通りの図書館（60分390円の時間制）であったが、蔵書を集めるため、全国から買い取り販売をスタートすると、次第にマスク、コスチュームやトロフィーなどプロレス・格闘技の古物商店となった。2000年代前半には喫茶設備、映像観閲コーナーを廃している。2001年10月に初のトークライブイベントを開催（「ターザン山本自画自賛の会」）。
相撲や空手をはじめとする武術全般も範疇とするが、館内に占める割合はプロレスが多い。泉は館の役割を「格闘文化の継承」としている。
2013年の移転後は館内奥にイベントスペースを設け、記者会見やトークライブ会場として使用されるほか、配信番組のスタジオとしても機能。
「お宝」が持ち込まれた際には一定期間展示されるなど博物館的側面も持ち合わせ、プロレスラーや格闘家、海外のプロレスファンが来日した際には来訪スポットの一つともなっている。

## 沿革
- 2001年、千代田区三崎町2丁目9-9 ナガヤビル5階に開館。
- 2007年にナガヤビル6階にも店舗スペースを拡張[12]。
- 2013年11月20日、千代田区三崎町2丁目22-18 TKビル1号館4階に移転。
- 2018年
  - 3月、水道橋から巣鴨への移転が発表される。
  - 3月9日、巣鴨店の初イベントとして「地下プロレスEXIT×闘道館」を開催。
  - 3月21日、東京都豊島区巣鴨2丁目5-12 ガーベラ巣鴨ビル1階・2階に移転し正式営業開始[13]。
  - 3月28日、「闘道館・水道橋店ファイナルイベント」と題し、葛西純vs佐野直の店舗すべてを使用したエニウェアホールマッチを開催した。
- 2019年6月7日、イベントスペースで定期開催していたお笑いライブ（闘道館お笑いプロレス）のイベント名を「巣鴨プロレス」に改称し第1回を開催。

## 収録番組
- ｢TAJIRIのウィークリーなにかしましょう｣（2007年5月17日、東スポモバイルサイト）
- ｢アイドル★リーグ｣ （2010年9月5日、CS日テレプラス）
- バトルトピック闘道館（2015年10月 – 2017年1月、YAMADA動画LIVE）

## おもな資料提供・取材協力

### 書籍
- 『キックボクシング入門』（ベースボール・マガジン社、2003年6月） - コレクトすべき本BEST5
- 『昭和40年代男のプロレスカルチャー大全』（宝島社、2015年10月28日） - 監修

### テレビ番組
- 「ブラックワイドショー」（2003年3月17日、日本テレビ） – 取材協力
- 「開運!なんでも鑑定団」（2006年 - 、テレビ東京） - 鑑定
- 連続ドラマ「ウォーキン☆バタフライ」（2008年8月20日、テレビ東京） - 主人公の私物グッズとして覆面などを提供
- 「浜ちゃんが!」（2009年4月1日、読売テレビ） - 鑑定
- 「キングコングのあるコトないコト｣ （2011年12月5日、名古屋テレビ）
- 「80's 黄金のヒーロー列伝」（2011年12月17日、ファミリー劇場）
- 「極上!お宝サロン」（2016年 - 2017年、BSジャパン）[14]
- 「有田プロレスインターナショナル」（2020年11月、12月、Amazonプライム・ビデオ）

## 関連
- 創業者の泉高志は「空手の先生は東孝（大道塾）。ビジネスの先生は坂本孝（ブックオフ）。 プロレスの先生は山本隆司（ターザン山本）」、3人のタカシであると述べている[15]。